# Ковпаківський Герасим Олексійович
Гера́сим Олексі́йович Ковпакі́вський (рос. Гера́сим Алексе́евич Колпако́вский; 4 березня 1819 — 5 травня 1896) — російський генерал від інфантерії українського походження. Був членом Військової ради і Російського географічного товариства (1882).
Ключова фігура в історії російського завоювання Середньої Азії. Степовий генерал-губернатор і командувач військами Омського військового округу (1882—1889). Військовий губернатор Семипалатинської області і наказний отаман новостворених Семиріченських козаків (1867—1882). Один із небагатьох російських офіцерів, що пройшов бойовий шлях від рядового до генерала. 

## Родина
Народився у родині дворян Харківської губернії. Батько — поміщик Олексій Дмитрович Ковпаківський, матір — Параска Іващенко.

## Кар'єра
Поступив на військову службу добровольцем (1835), був рядовим піхотинцем Модлінського полку в Севастополі. Брав участь у Кавказькій війні (з 1840), Молдавському поході (1848), придушенні Угорської революції (1849), освоєнні Західного Сибіру (з 1852) й завоюванні Казахстану (з 1858), Зачуйській експедиції і Узун-Агачському бою (1860), Кульджинському поході (1871), Кокандській війні (1875—1876). Приєднав до Росії Ілійський край (1871) і Ферганську область (1876).
Військові звання:
- унтер-офіцер (1840)
- прапорщик (1841)
- полковий ад'ютант (1842)
- полковий квартирмейстер (1844)
- підпоручник (1844)
- поручник (1845)
- штабс-капітан (1849)
- капітан (1854)
- майор (1855)
- підполковник (1860)
- полковник (1860)
- генерал-майор (1862)
- генерал-лейтенант (1871)
- генерал (1885)

Нагороджений орденами Святої Анни 4-го ступеня (1845), 3-го ступеня (1847), 2-го ступеня (1857), 1-го ступеня (1868); Святого Володимира 4-го ступеня (1849), 3-го ступеня (1865), 2-го ступеня (1873); Святого Георгія 4-го ступеня (1860), 3-го ступеня (1871); Білого Орла (1877); Святого Олександра Невського (1883).
Після звільнення з військової служби (1889) мешкав у Санкт-Петербурзі.
Помер у Санкт-Петербурзі. Похований на Микільському кладовищі Олександро-Невської лаври. Посмертно зарахований вічним шефом 1-го Семеріченського козацького полку (1911).